# Parlare a vanvera
Parlare a vanvera è un libro per bambini di Bianca Pitzorno. Edito per la prima volta nel 1989 da Mondadori, è stato nel corso dei decenni ristampato più volte e o in diverse edizioni.
Il volume è una raccolta di racconti brevi, ciascuno incentrato su un proverbio o modo di dire del quale l'autrice inventa una fantasiosa origine dai toni umoristici.
I racconti sono dieci, basati sulle seguenti frasi comuni: parlare a vanvera, mangiare la foglia, filare all'inglese, la stoffa del campione, orecchie da mercante, conti senza l'oste, piangere a dirotto, rompere gli indugi, inghiottire il rospo, scendere a patti.
La prefazione del libro è curata da Marino Sinibaldi.

## Edizioni
- Bianca Pitzorno, Parlare a vanvera, collana Junior +10, Mondadori, 1998,  p. 120, ISBN 978-88-04-44498-5.